# Granica Benina i Burkine Faso
Granica Benina i Burkine Faso duga je 386 km, a proteže se od tromeđe s Togom na jugozapadu do tromeđe s Nigerom na sjeveroistoku.

## Opis
Granica počinje na togoanskoj tromeđi, zatim se kratko nastavlja kopnom u smjeru sjeverozapada, prije nego što stigne do rijeke Pendjari, koju zatim slijedi na nekoj udaljenosti. Kopneni dio zatim povezuje rijeku Mékrou, koja čini granicu do tromeđe s Nigerom. Gotovo cijelo granično područje zaštićeno je raznim prekograničnim parkovima koji zajedno čine kompleks W-Arly-Pendjari.

## Povijest
Tijekom druge polovice 19. stoljeća Francuska je počela stvarati mala trgovačka naselja na zapadnoafričkoj obali. Godine 1851. potpisan je ugovor o prijateljstvu između Francuske i Kraljevine Dahomej u današnjem južnom Beninu, nakon čega je 1863. uslijedilo stvaranje protektorata u Porto-Novu. Kolonija Dahomej (bivši naziv Benina) proglašena je 1894., a kasnije je 1899. uključena u mnogo veću saveznu koloniju Francuske Zapadne Afrike (Afrique occidentale française, skraćeno AOF). 1880-ih je došlo do intenzivnog natjecanja između europskih sila za teritorije u Africi, proces poznat kao Utrka za Afriku; proces je kulminirao na Berlinskoj konferenciji 1884., na kojoj su se dotične europske nacije složile oko svojih teritorijalnih zahtjeva i budućih pravila angažmana. Kao rezultat toga, Francuska je stekla kontrolu nad gornjom dolinom rijeke Niger (otprilike ekvivalentno područjima modernog Malija i Nigera). Francuska je počela okupirati područje modernog Malija (tada često nazivanog Francuski Sudan) i Burkine Faso (tada zvane Gornja Volta ) tijekom 1880-ih i 90-ih. Ova je regija organizirana kao Gornji Senegal i Niger; razni francuski dekreti razgraničili su granicu između ove kolonije i Dahomeja tijekom razdoblja 1901–14. Kolonija Gornja Volta (današnji Burkina Faso) osnovana je u ožujku 1919.; kolonija je ukinuta 1932., a njezin je teritorij podijeljen između Nigera i Obale Bjelokosti, ali je zatim ponovno uspostavljena unutar svojih prijašnjih granica 1947. Granica Dahomej-Gornja Volta finalizirana je francuskim statutom 27. listopada 1938.
Kako je pokret za dekolonizaciju rastao u razdoblju nakon Drugog svjetskog rata, Francuska je postupno davala više političkih prava i zastupljenosti svojim afričkim teritorijima, što je kulminiralo davanjem široke unutarnje autonomije svakoj koloniji 1958. u okviru Francuske zajednice. Dahomej je proglasio punu neovisnost 1. kolovoza 1960., ubrzo nakon toga Gornja Volta 5. kolovoza, a njihova zajednička granica postala je međunarodna granica između dviju suverenih država.
Dijelovi granice ostali su sporni na terenu, s nekoliko incidenata u spornim područjima Koalou i Niorgou koji su izazvali napetosti 2000-ih. Kao rezultat toga, dvije su zemlje potpisale sporazum u svibnju 2009. kojim je stvorena mala neutralna zona u tom području, u iščekivanju konačne odluke Međunarodnog suda pravde o tom pitanju.
Posljednjih godina granično područje bilo je pogođeno tekućom islamističkom pobunom u Sahelu, pretežno u Burkini Faso. U svibnju 2019. dvoje francuskih turista koji su istraživali Nacionalni park Pendjari oteta su, a njihov beninski vodič ubijen. Trenutačno vlade trećih strana općenito savjetuju da se ne putuje u pogranično područje.

## Naselja uz granicu

### Benin
- Porga

### Burkina Faso
- Momba
- Tanli
- Tanbarga
- Madjori

## Granični prijelazi
Glavni granični prijelaz je Porga.